# دمدمة (هير أردبيل)
دمدمة (بالفارسية: دمدمه) هي قرية تقع في إيران في قسم هير الريفي. يقدر عدد سكانها بـ 152 نسمة بحسب إحصاء 2016.